# Neeltje Jans

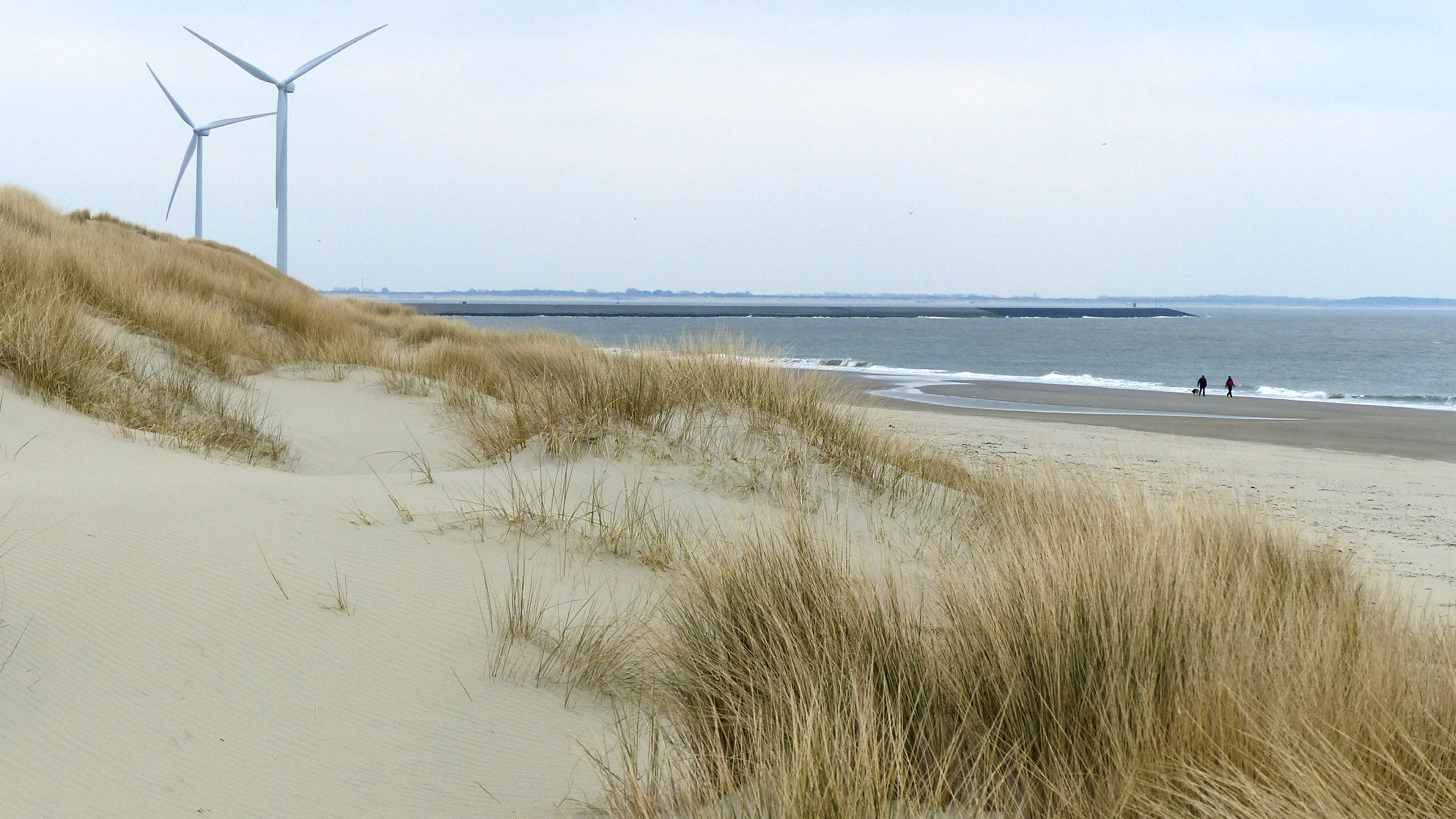
Neeltje Jans ön

Neeltje Jans är en konstgjord ö som ligger i provinsen Zeeland i sydvästra Nederländerna. Ön är en del av översvämningsbarriären Oosterscheldekering.

## Geografi
Den obebodda ön ligger cirka 1 km söder om ön Schouwen-Duiveland och cirka 1 km norr om ön Noord-Beveland i provinsen Zeeland västra del.
Ön har en yta om cirka 2,85 km² och var tidigare en sandbank som höjdes i samband med byggandet av Oosterscheldekering. 
Förvaltningsmässigt utgör ön en del av kommunen Veere på halvön Walcheren.
På ön finns nöjesparken Deltapark Neeltje Jans som bl.a. har en permanent utställning om Deltawerken. 
Nederländska sjöräddningssällskapet Koninklijke Nederlandse Redding Maatschappij (KNRM) har en bas på ön. Basen är bemannad dygnet runt.

## Historia
Under byggandet av Oosterscheldekering användes ön som tillverkningsplats för delarna i barriären. Barriärens kontrollcenter "Ir J. W. Topshuis" ligger på Neeltje Jans.
Sjöräddningsbasen inrättades 1981.
Efter färdigställande av barriären utsågs ön 1986 till naturskyddsområde och sedan 2002 är ön en del av "Nationalpark Oosterscheld".
2015 var Neeltje Jans målet i andra etappen av årets Tour de France.